# فریدنز (پنسیلوانیا)
فریدنز (به انگلیسی: Friedens) یک منطقهٔ مسکونی در ایالات متحده آمریکا است که در شهرستان سامرست، پنسیلوانیا واقع شده‌است. فریدنز ۸٫۱ کیلومتر مربع مساحت و ۱٬۵۲۳ نفر جمعیت دارد.